# Paul-Emmanuel Janssen
Paul-Emmanuel Charles Marie Ghislain baron Janssen (22 februari 1931 - 10 september 2023) was een Belgisch bankier.

## Levensloop

### Familie
Paul-Emmanuel baron Janssen, telg uit de familie Janssen, was een zoon van Charles-Emmanuel baron Janssen, volksvertegenwoordiger, vicevoorzitter van de Generale Bank en voorzitter van Union Chimique Belge, en jonkvrouw Maya Boël, dochter van senator en industrieel Pol-Clovis baron Boël. Hij trouwde met Nadine van der Straten Waillet, telg uit het geslacht Van der Straten. Uit dit huwelijk werden drie kinderen geboren. Hij hertrouwde later Cécilia Löfgren.
Hij was een broer van Eric Janssen en Daniel Janssen, een oom van Nicolas Janssen en een neef van Evelyn Janssen, Pol-Gustave Boël, Yves Boël, Mickey Boël en Jacques Boël.

### Carrière
Janssen promoveerde tot doctor in de rechten aan de Université libre de Bruxelles en behaalde een MBA aan de Harvard-universiteit in de Verenigde Staten. Beroepshalve was hij bankier bij de Generale Bank, die zijn grootvader Emmanuel Janssen mee oprichtte. Hij werd in 1988 in opvolging van Eric de Villegas de Clercamp voorzitter van het directiecomité, wat hij bleef tot 1992. Fred Chaffart volgde hem in deze hoedanigheid op. Vervolgens was Janssen voorzitter van de raad van bestuur van 1992 tot 1998. Zowel Chaffart als Janssen stapten in 1998 op na de overname van de bank door Fortis en niet door ABN AMRO.
Van 1977 tot 1980 was hij voorzitter van de Belgische Vereniging van Banken. Ook was hij bestuurder en lid van het directiecomité van het Verbond van Belgische Ondernemingen en zetelde hij in de raden van bestuur van onder meer chemiemultinational Solvay, de Zweedse compressorengigant Atlas Copco (1994-2001), de Antwerpse Diamantbank, kalkgroep Lhoist, de familiale financiële spilholdings Union Financière Boël en Solvac en de Europe Arab Bank. Janssen was ook voorzitter van Les Amis de l'Institut Bordet.